# Schouwbroekerbrug
De Schouwbroekerbrug is een brug in Noord-Holland en verbindt Haarlem met Heemstede. De brug overspant de Schouwbroekerplas en de rivier het Spaarne. De weg biedt aansluiting op de Europaweg in Schalkwijk en de César Francklaan in Heemstede.
De brug is vernoemd naar de Schouwbroekerpolder. Onder de Schouwbroekerbrug loopt de Zuid Schalkwijkerweg door de Schouwbroekertunnel. Tevens loopt het langs het Spaarne gelegen Jaagpad onder de brug door. Men kan dit pad vanaf de brug bereiken door de aanwezige trappen naast de brug.

## Geschiedenis
Over de precieze ligging van de brug was tijdens de besluitvorming door de twee betrokken gemeentes onenigheid. Uiteindelijk werd gekozen voor een 300 meter lange brug over de Schouwbroekerplas (Put van Vink).
Met de bouw van de Schouwbroekerbrug werd begonnen in 1971. De brug werd op 2 januari 1973 in gebruik genomen voor het verkeer. In 1977 was er nog sprake dat er richting Haarlem enkel busverkeer was toegestaan. Na een intermezzo over een bussluis in de brug is de brug sindsdien in beide richtingen toegankelijk voor al het wegverkeer.
Net na het passeren van de Schouwbroekerbrug ligt in de Heemsteedse Componistenwijk het appartementencomplex Spaarneborgh dat daar in de jaren 70 in fases is gebouwd. In de volksmond wordt dit complex ook wel de “Aperots” genoemd. In juni 1973 betrok het toenmalige Diaconessenhuis het terrein ten noorden van dit appartementencomplex. Dit ziekenhuis werd in 1988 een vestiging van het Spaarne Ziekenhuis en bij de fusie met het Kennemer Gasthuis in 2015 een locatie van het Spaarne Gasthuis. De vestiging sloot in 2020 haar deuren.
in 2012 werd de brug geschikt gemaakt voor brugbediening op afstand.

## Nautische informatie
De doorvaarthoogte van de brug bedraagt in het beweegbare gedeelte 4,45 m en de doorvaartbreedte bedraagt 12,20 m.
In 2018, 2019 en 2020 had de brug last van oververhitting waardoor deze niet meer geopend of gesloten kon worden. Men besluit dan de brug dicht te laten zodat het wegverkeer er gebruik van kan maken.

## Openbaar vervoer
Over de brug rijden twee buslijnen. Buslijn 4 tussen Schalkwijk Centrum en Vogelenzang en buslijn 567 tussen Haarlem en Paswerk.
Amstelbrug · Asterbrug · Blauwe Brug · Boekenrodebrug · Bronsteebrug · Crayenesterbrug · Glipperbrug · Händelbrug · Houtvaartbrug · Huygensbrug · IJzeren Brug · Kwakelbrug · Leyduinbrug · Manpadsbrug · Marisbrug · Van Merlenbrug · Molenbrug · Schouwbroekerbrug · Vaartbrug ·  Zandvaartbrug